# Henk Badings
	Henk Herman Badings (født 17. januar 1907 i Bandung, Java, død 26. juni 1987 i Maarheeze) var en hollandsk komponist, som dominerede den hollandske musik efter 1945. Som lærer havde han Willem Pijper. Han har komponeret 15 symfonier, mange koncerter, orkesterværker, kammermusik, og elektronisk musik. Han skrev over tusinde værker.

## Udvalgte værker
- Symfoni nr. 1 (1932) - for  16 soloinstrumenter
- Symfoni nr. 2 (1932) - for orkester
- Symfoni nr. 3 (1934) - for orkester
- Symfoni nr. 4 (1943) - for orkester
- Symfoni nr. 5 (1949) - for orkester
- Symfoni nr. 6 "Salmesymfoni" (1953)  for blandede kor og kammerorkester
- Symfoni nr. 7 "Louisville" (1954) - for orkester
- Symfoni nr. 8 "Symfonisk musik" (1956) - for orkester
- Symfoni nr. 9 (1960) for strygerorkester
- Symfoni nr. 10 (1961) for orkester
- Symfoni nr. 11 "Legende Symfoni" (1964) - for orkester
- Symfoni nr. 12 "Symfoniske klangfigurer" (1964) - for orkester
- Symfoni nr. 13 " (1966) - for blæserorkester
- Symfoni nr. 14 "Symfonisk triptykon"  (1968) - for orkester
- Symfoni nr. 15 "Konflikter og sammenløb" (1983) for blæserorkester
- "Symfonisk scherzo" (1953) - for orkester
- "Symfoniske variationer" (1960) (over et Sydafrikansk tema) - for orkester
- Cellokoncert (19
- "Orestes" (1954), "Asterion" (1958) -  2 elektroniske operaer for radioen  '
- "Kain og Abel" (1956) - elektronisk ballet